# Antirrhinum subbaeticum
Antirrhinum subbaeticum är en grobladsväxtart som beskrevs av J. Güemes, I. Mateu och P. Sánchez-gómez. Antirrhinum subbaeticum ingår i släktet lejongapssläktet, och familjen grobladsväxter. Inga underarter finns listade i Catalogue of Life.